# MacGyver (2016)
MacGyver is een Amerikaanse actie-avonturenserie met Lucas Till als Angus "Mac" MacGyver in de hoofdrol, en is ontwikkeld door Peter M. Lenkov. De televisieserie is een remake van de televisieserie MacGyver die uitgezonden werd door ABC van 1985 tot en met 1992. De eerste aflevering van MacGyver werd uitgezonden in de VS door de zender ABC op 23 september 2016. Het eerste seizoen bevatte 21 afleveringen. In maart 2017 werd het tweede seizoen aangekondigd, bestaande uit 22 afleveringen.

## Verhaal
Angus "Mac" MacGyver is een agent die werkt voor de geheime Amerikaanse overheidsorganisatie Phoenix Foundation. Met zijn grote probleemoplossende vermogen en zijn brede wetenschappelijke kennis slaagt hij erin levens te redden. Met papier en paperclips in plaats van pistolen, verjaardagskaarsjes in plaats van bommen en kauwgum in plaats van wapens voert hij zijn opdrachten uit.

## Rolverdeling

### Hoofdrollen
| Acteur         | Personage            | Functie                              | seizoen  |
| -------------- | -------------------- | ------------------------------------ | -------- |
| Lucas Till     | Angus "Mac" MacGyver | geheim agent                         | 1 - 5    |
| Tristin Mays   | Riley Davis          | hacker                               | 1 - 5    |
| Justin Hires   | Wilt Bozer           | vriend van MacGyver en later collega | 1 - 5    |
| Meredith Eaton | Matty Webber         | hoofd Phoenix Foundation             | 1x13 - 5 |

### Heeft de serie verlaten
| Acteur        | Personage         | Functie                                        | seizoen       |
| ------------- | ----------------- | ---------------------------------------------- | ------------- |
| George Eads   | Jack Dalton       | geheim agent en voormalig Delta Forceagent     | 1 - 3x14, 1x5 |
| Sandrine Holt | Patricia Thornton | (voormalig) hoofd Phoenix Foundation           | 1 - 1x12      |
| Isabel Lucas  | Samantha Cage     | voormalige CIA agente, nu collega van MacGyver | 2 - 2x11      |

### Terugkerende gastrollen
| Acteur             | Personage       | Functie                                            | seizoen   |
| ------------------ | --------------- | -------------------------------------------------- | --------- |
| Kate Bond          | Jill Morgan     | forensisch onderzoekster                           | 1 - heden |
| David Dastmalchian | Murdoc          | huurmoordenaar                                     | 1 - heden |
| Tate Donovan       | James MacGyver  | "The Supervisor" en vader van Angus "Mac" MacGyver | 1 - heden |
| Michael Michele    | Diane Davis     | moeder van Riley Davis                             | 1 - heden |
| Tracy Spiridakos   | Nikki Carpenter | undercover CIA agente en ex-vriendin van MacGyver  | 1 - heden |
| Amy Acker          | Sarah Adler     | undercover CIA agente en ex-vriendin van Dalton    | 1 - heden |

### Gastrollen
| Acteur             | Personage       | Functie        | Seizoen + Aflevering | Bijkomende info                         |
| ------------------ | --------------- | -------------- | -------------------- | --------------------------------------- |
| Bruce McGill       | Greer           | rechercheur    | 2x11                 | Jack Dalton in originele MacGyver serie |
| Michael Des Barres | Nicholas Helman | huurmoordenaar | 2x15, 3x18           | Murdoc in originele MacGyver serie      |
| Peter Weller       | Elliot Mason    | moordenaar     | 3x22, 4x08           | Robocop in gelijknamige Robocop film    |

## Afleveringen
| Seizoen | Aantal afleveringen | Uitgezonden                       |  |
| ------- | ------------------- | --------------------------------- |  |
| 1       | 21                  | 23 september 2016 – 14 april 2017 |  |
| 2       | 23                  | 29 september 2017 – 4 mei 2018    |  |
| 3       | 22                  | 28 september 2018 – 10 mei 2019   |  |
| 4       | 13                  | 7 februari 2020 – 8 mei 2020      |  |
| 5       | 13                  | 11 december 2020 – 30 mei 2021    |  |